# Habrotrocha eremita
Habrotrocha eremita är en hjuldjursart som först beskrevs av David Bryce 1894.  Habrotrocha eremita ingår i släktet Habrotrocha och familjen Habrotrochidae. Inga underarter finns listade i Catalogue of Life.